# Megan Wright
Pour les articles homonymes, voir Wright.
Megan Elizabeth Wright, née Metcalfe le 27 janvier 1982 à Edmonton, est une athlète canadienne, spécialiste du 5 000 mètres.

## Carrière
Elle remporte la médaille d'or du 5 000 mètres aux Jeux panaméricains de 2007.
Elle termine quinzième et dernière de la finale du 5 000 mètres féminin aux Jeux olympiques d'été de 2008.
En 2011, elle réalise la meilleure performance de l'année en salle, avec un temps de 15 min 25 s 15, réalisé à Boston. Elle bat ainsi le record du Canada, qu'elle détient toujours. Elle détient également le record du Canada du relais 4 × 1 500 mètres en extérieur.

### Palmarès
| Date | Compétition                | Lieu           | Résultat | Épreuve | Performance    |
| ---- | -------------------------- | -------------- | -------- | ------- | -------------- |
| 2006 | Coupe du monde des nations | Athènes        | 9e       | 3 000 m | 9 min 04 s 90  |
| 2007 | Jeux panaméricains         | Rio de Janeiro | 1re      | 5 000 m | 15 min 35 s 78 |
| 2008 | Jeux olympiques d'été      | Pékin          | 15e      | 5 000 m | 17 min 06 s 82 |

### Records
| Épreuve      | Épreuve   | Performance    | Lieu    | Date            |
| ------------ | --------- | -------------- | ------- | --------------- |
| 3 000 mètres | Extérieur | 8 min 44 s 29  | Rieti   | 29 août 2010    |
| 3 000 mètres | En salle  | 8 min 48 s 56  | Valence | 7 mars 2008     |
| 5 000 mètres | Extérieur | 15 min 11 s 23 | Pékin   | 19 août 2008    |
| 5 000 mètres | En salle  | 15 min 25 s 15 | Boston  | 11 février 2011 |